# Erwin Rommel
Erwin Johannes Eugen Rommel (Heidenheim kraj Ulma, regija Württemberg, 15. studenoga 1891. – Herrlingen, 14. listopada 1944.), njemački vojskovođa. Jedan je od najsposobnijih i najcjenjenijih njemačkih feldmaršala u II. svjetskom ratu. Zbog izvrsnih dostignuća u Africi dobio je nadimak Wüstenfuchs (Pustinjska lisica). Rommel se često spominje ne samo zbog iznimne vojničke vještine, nego i zbog viteštva prema suparnicima, jer je bio jedan od njemačkih zapovjednika koji su odbili poslušati Kommandobefehl (Vrhovna zapovijed). Često ga se dovodi u vezu s urotom da se ubije Hitler, danas rijetki povjesničari smatraju da je uopće znao za atentat. Prije kraja rata je zbog sumnje da je sudjelovao u uroti prisiljen na samoubojstvo, ali je pokopan uz najviše počasti i njegovo ime je i dalje korišteno u promidžbene svrhe.

## Mladi Rommel
Erwin Johannes Eugen Rommel bio je iz prilično bogate obitelji. Otac, po kome je dobio i ime, bio je profesor i matematičar. Njegova majka, Helena, bila je najstarija kći Karl von Luza, predsjednika regionalne (Württembergške) vlade. Imao je stariju sestru, Helenu, i dva mlađa brata, Karla i Gerhardta; stariji mu je brat, Manfred, umro kad je Erwin još bio novorođenče. 
Kao dijete često je obolijevao, ali je pokazivao dobar intelektualni kapacitet. Pošto nije bilo osnovne škole u Heidenheimu, imao je privatnu poduku. Iako se pokazao dovoljno pametnim da upiše srednju školu (Realgymnasium) u Aalenu, gdje je njegov otac bio ravnatelj, on nije držao korak sa svojom generacijom. Odavao je dojam lijenoga i nemarnog učenika iako je imao potencijala. Jednom je jedan njegov profesor izjavio da će, ako mu ikada Erwin donese neki sastav bez ijedne greške, cijeli razred otići na jednodnevni izlet. Čuvši to, Erwin se trgnuo iz svog nemara prema školi i napisao je sastav bez pogreške. Pošto se nakon toga izlet nije ostvario, Rommel je ponovno utonuo u nemar i lijenost.
Naglo se promijenio u petnaestoj godini života. Počeo je pokazivati zanimanje za matematiku, šport i izradu zračnih jedrilica. S prijateljem je konstruirao jedrilicu koja je mogla letjeti. Htio je studirati aeronautiku, ali mu je otac savjetovao da otiđe u vojsku. Erwin je poslušao očev savjet i prijavio se u württembergški ured za obranu. Dne 19. srpnja 1910. ušao je u sastav 124. württembergške pješačke pukovnije. Nakon općeg novačkog uvježbavanja poslan je u kraljevsku kadetsku školu u Danzigu (Gdanjsku). Tamo je upoznao ljubav svog života, Luciju Mariu Mollin. Iako je Rommel bio protestant, a ona katolkinja, vjenčali su se 1916. U lipnju 1914. ratni oblaci počeli su se skupljati i njegova je pukovnija mobilizirana.

## Planinski ratnik
Kada je rat započeo Rommel je bio niži časnik u 124. württembergškoj pješačkoj pukovniji. Njegovo se vatreno krštenje dogodilo 22. kolovoza 1914., kada mu je naređeno da krene sa svojim vodom prema francuskom selu Bleidu. U rujnu Rommelova je jedinica premještena na planine oko Varennesa, blizu šume Aragonne. Napredovanje je bilo neprekidno, ali su rasli i gubici. U to vrijeme bojište još nije prešlo u rovovski rat. Bilo je pješačkih napada i protunapada podržanih topništvom i konjicom. U jednom takvom napadu, na rubu Aragonske šume, Rommel je po prvi puta bio ranjen. Za taj napad je dobio Željezni križ drugog stupnja.
Rane su mu zacijelile u siječnju 1915. i kada se vratio u svoj bataljun (i dalje u Aragonskom sektoru).  Način borbe se promijenio. Rovovi i bodljikave žice zamijenile su otvoreno ratovanje iz protekle godine. Upravo je ta promjena iz mobilnog u statično ratovanje utjecala na Rommelovo taktičko razmišljanje do kraja njegove vojne karijere. Nagrađen je Željeznim križem prvog stupnja za uspješan napad na francuske položaje u Aragonskoj šumi. Njegova je jedinica ostala u Aragonskoj šumi cijele jeseni. Obrambeni položaji su ojačani, a gubici su i dalje rasli.
Dne 15. srpnja 1915. ranjen je po drugi put. Kada se oporavio nije vraćen staroj pukovniji, već je poslan u novoosnovani württembergški planinski bataljun s promaknućem u čin poručnika. Nakon obuke u Austriji, bataljun je poslan na Zapadno bojište, ali nije vidio mnogo akcije. U listopadu 1916. premješteni su na istok, da sudjeluju u završnoj fazi kampanje protiv Rumunjske. U to je vrijeme Rommel osmislio svoju taktiku uvlačenja iza neprijateljskih linija koja se pokazala jako uspješnom. U kolovozu 1917. osvojio je uzvisinu Cosna uvlačenjem između neprijateljskih položaja.
Nakon Rumunjske, bataljun je poslan na Talijansko bojište na planine sjeverno od rijeke Soče. Tamo je Rommel postigao velik uspjeh. Osvojio je brežuljak 1192, planinu Mataiur i Kolovrat te brežuljak 1114. Za te pothvate Vilim II., njemački car nagradio ga je s Pour le Mérite – najvećim njemačkim odlikovanjem za pojedinačna herojska djela.
Rommel je na Talijanskom bojištu dočekao kraj rata u studenom 1918. Nakon rata premješten je natrag u 124. württembergšku pješačku pukovniju s promaknućem u čin satnika. Rat ga je naučio zapovijedati vojnicima tijekom bitke i naučio je zadobiti njihovo povjerenje i u najtežim trenucima. Iskustvo je zadobio u Aragonskoj šumi, paralizirajući i demoralizirajući protivnika umjesto da troši vrijeme i streljivo izravnim čeonim napadima.
Ako se mala, dobro uvježbana i disciplinirana jedinica, pod dinamičnim vodstvom, može uvući iza neprijateljskih linija, dobijemo element iznenađenja i rastrganu liniju otpora koju uništavamo brzim pokretima.
Erwin Rommel, iz knjige Infanterie greift an (Pješaštvo napada)

## Međuratne godine
Nakon rata, Rommel je vraćen u svoju prvotnu pukovniju, ali samo do ljeta 1919. Tada je prebačen u 32. satniju za unutarnju sigurnost u Friedrichshafenu. U početku ga novo osoblje nije previše voljelo jer je bio strog i tražio visoku disciplinu. Nakon par mjeseci zavoljeli su ga i imali su vrlo visoko mišljenje o njemu. 
Dne 31. ožujka 1920. Versajski ugovor je stupio na snagu i time se njemačka vojska smanjila na samo 100.000 ljudi, što je bilo daleko manje od 2 milijuna vojnika povrh Carske vojske iz 1918. Pošto je general-pukovnik Hans von Seeckt, zapovjednik Reichswehra (Regularna vojska Weimarske Republike Njemačke), trebao reorganizirati vojsku, odlučio je postaviti Rommela na čelo 13. pješačke pukovnije u Stuttgartu. Rommelova stara pukovnija, 124. württembergška pješačka pukovnija, je tijekom reorganiziranja raspuštena. U toj je pukovniji služio devet godina. Tada su se drugi časnici počeli zanimati za Rommela. Izviješća napisana o njemu govorila su o "izvanrednom čovjeku, velikom taktičaru, istaknutom borcu za vrijeme Prvog svjetskog rata, dobrom instruktoru i treneru svojih trupa". To je miran dio u njegovom životu, za vrijeme kojeg sa ženom Lucijom ide na razna putovanja, posjećuje stara bojna polja u Italiji, slave rođendan svog jedinog sina Manfreda koji je rođen u prosincu 1928.
Godinu dana kasnije Rommel je postao instruktor u školi za pješaštvo u Dresdenu. Školski kolege su ga poštovali i smatrali ratnim herojem. Za to vrijeme on počinje pisati svoju knjigu "Infanterie greift an" (Pješaštvo napada), koja je izdana tek 1937., nakon što ju je usavršavao tijekom podučavanja u Potsdamu. Knjiga priča o akcijama koje je Rommel vodio tijekom Prvog svjetskog rata. Knjigom punom anegdota i skečeva oživio je bojna polja iz "Velikog rata", a knjiga se odmah pokazala bestselerom.
Godine 1933. Rommel je promaknut u čin potpukovnika (Oberstleutnant) i dobiva zapovjedništvo nad 3. lovačkim bataljunom iz 17. pješačke pukovnije. Taj se bataljun nalazio u planinama Harz. Rommel se osjećao kao kod kuće. Uživao je tijekom dvogodišnje službe u tom bataljunu. Jednom su ga drugi časnici pozvali da se s njima popne na obližnju planinu i spusti niz nju na skijama. Rommel je prihvatio poziv, spustio se s časnicima tri puta i pozvao ih da se po četvrti put spuste, no oni su to zadihano odbili iako su bili puno mlađi od njega.
Kada je Adolf Hitler došao na čelo Njemačke stvari su se počele mijenjati. 1934. njemačka vojska duplo je povećana, a 1935. je utrostručena, te je počela proizvodnja tenkova i zrakoplova. U rujnu 1934. Rommel se susreo s Hitlerom po prvi put. Bio je zadužen za njegovu sigurnost tijekom posjeta Glosara, grada u podnožju planina Harz.
15. listopada 1935. postavljen je na mjesto instruktora u ratnoj akademiji u Potsdamu. Još je jednom pokazao svoju vještinu i znanje. Rommelov drugi susret s Führerom dogodio se u kasnom ljetu 1936. kada je bio zadužen za organiziranje osiguranja tijekom jednog Hitlerovog putovanja. Hitler ga je osobno pohvalio za odlično organiziranje oružane pratnje. 1937. izlazi Rommelova knjiga "Infanterie greift an" koju je Hitler pročitao s velikim oduševljenjem. Nakon toga, Hitler sve češće poziva Rommela iz Potsdama radi osiguranja tijekom njegovih putovanja. 
10. studenoga 1938. promaknut je u čin pukovnika i postavljen je na čelo ratne škole u Wiener Neustadtu. Hitler ga je pozvao još nekoliko puta da organizira njegovu sigurnosnu pratnju dok je putovao vlakom (Hitlerov pokretni stožer), što je rezultiralo promaknućem u čin general-bojnika.

## Početak rata – Rommelova divizija duhova
Zaprepašćujuća brzina Blitzkriega kroz Poljsku 1939. i Francusku 1940. pokazale su svijetu svu moć oklopnih jedinica i njihovih zapovjednika, poput generala Mansteina i Guderiana. Rommel je tada još bio nepoznat u svijetu. Tijekom napada na Poljsku zapovijedao je Hitlerovim pokretnim stožerom (vlakom). Hitler je u njemu vidio vjernog zapovjednika. 1940. dodijeljena mu je jedna oklopna divizija koja će ga dovesti do svjetske slave. Bila je to 7. oklopna divizija, kasnije nazvana "Divizija duhova" jer je Rommel njome prolazio duboko iza neprijateljskih linija, a da to neprijatelj nije ni znao. Ured za vojno osoblje htio mu je dodijeliti neku planinsku diviziju, što bi ga učinilo najučinkovitijim na terenu, maksimalno iskorišćujući njegovo iskustvo iz Prvog svjetskog rata, no najvjerojatnije se tu umiješao Hitler osobno, koji mu je htio dodijeliti upravo ono što je Rommel i tražio. Sedma oklopna divizija je bila dio petnaestog oklopnog korpusa pod zapovjedništvom generala Hermanna Hotha. Diviziju je činilo: 34 oklopna vozila tipa I (PzKpfw I), 68 oklopnih vozila tipa II (PzKpfw II), 24 oklopna vozila tipa IV (PzKpfw IV) i 91 tenk 38t (Pz 38t, tenk čehoslovačke proizvodnje koji je početkom rata bio bolji od bilo kojeg njemačkog tenka). Zapovjednik tenkovske pukovnije bio je pukovnik Karl Rothenburg, jedan od najiskusnijih i najboljih zapovjednika oklopnih jedinica u Njemačkoj. 
U rano jutro devetog svibnja 1940., zapovjeđen je početak operacije Fall Gelb, invazije na Francusku. Rommelov je cilj bio brz prodor kroz Ardene i upad u sjevernu Francusku. 20. svibnja Rommel je stigao na obalu rijeke Meuse. Tamo se susreo s prvim problemima. Kada su prva oklopna vozila i ophodni motocikli stigli na istočnu obalu rijeke, svi su mostovi već bili minirani i uništeni. Motocikli su ipak pronašli otočić sjeverno od Dinanta koji je bio napušten. Otočić je povezivao obje strane rijeke s dva uska mosta preko kojih je moglo prijeći jedino pješaštvo. Problem je predstavljao privoz oklopnih jedinica preko rijeke, a Francuzi i Belgijanci su se dobro ukopali na zapadnoj strani rijeke. Bilo je nemoguće prenijeti tenkove preko dva uska mosta. Rommel tada nije imao nikakve izviđačke jedinice i topničku potporu, dok je neprijatelj imao dobro raspoređena mitraljeska i protutenkovska gnijezda, te laku i teško topništvo. Toga dana je Rommelova Sedma oklopna divizija pretrpjela teške gubitke. Rommel se konstantno nalazio na bojištu za vrijeme pokušaja prelaženja rijeke Meuse. Analizirao je položaje sjeverno i južno od Dinanta, te naredio tenkovima da krenu uz obalu sjeverno od Dinanta otvarajući vatru na drugu stranu obale. Kada je stigao do otočića, koji je bio prijelazna točka, popeo se na gumenjak i osobno prešao rijeku pod zaštitom tenkova koji su otvarali vatru na francuske položaje. Pod njegovim inspirirajućim vodstvom, počeo se širiti mostobran na drugoj strani rijeke, no tenkovi su još uvijek bili na istočnoj strani rijeke. Tek su sljedećeg dana oklopne postrojbe počele prelaziti rijeku preko pontonskog mosta kojeg su u međuvremenu digli inženjeri. Prešavši rijeku Meuse tenkovima 14. svibnja, Rommel je nastavio napredovanje prema utvrđenim položajima koji su bili produžetak Maginotove linije. Iako Rommel to nije znao, neprijatelj je već naredio masovno povlačenje prema unutrašnjosti. 
Do 18. svibnja Rommel je stigao do Le Cateaua duboko iza neprijateljskih linija i postojala je velika opasnost da ga francuske postrojbe okruže. Pješački dio divizije ostao je u Belgiji vjerujući da se Rommel izgubio. No Rommel ni tada nije stao, nego je naredio napredovanje prema kanalu La Manche. To je posebno iznenadilo tenkovske zapovjednike čiji su tenkovi gotovo ostali bez goriva. Ali pomoć je stigla i Rommelova divizija, okrijepljena gorivom i ojačana, krenula je prema Arrasu presjeći savezničke formacije u Belgiji. U Arrasu će se 7. oklopna divizija suočiti s britanskim tenkovima Matilda II, najvećim otporom u kampanji protiv Francuske. Dne 21. svibnja saveznici su izveli protunapad južno od Arrasa s dobrim uspjehom. Tek su ih divizijsko topništvo i protuzrakoplovni topovi od 88 mm zaustavili (88 mm topovi su bili poznati po njihovoj velikoj protutenkovskoj djelotvornosti, pa su često korišteni za uništavanje tenkova, a kasnije je 88 mm top ugrađen i u poznati njemački tenk Tiger). Kada je Rommel stigao sa svojim tenkovima južno od Arrasa, vratio je izgubljeno područje tijekom protunapada i istjerao saveznike do Arrasa. Dne 26. svibnja je bio dobar dan za Rommela. Formalno mu je dodijeljeno odlikovanje Viteškog križa željeznog križa, a Hitler je obustavio napad.
Dan kasnije, naređeno mu je da krene prema Lilleu kako bi sudjelovao u čišćenju Belgije i sjeverne Francuske. Kao pojačanje pripojena mu je tenkovska brigada iz susjedne 5. oklopne divizije. Do 30. svibnja Lille je pao i velik dio francuske prve armije se predao. Nakon toga Rommel je dobio nekoliko dana odmora. Saveznici su tijekom njegovog odmora završili evakuaciju Dunkerquea. Dan poslije evakuacije, Rommelova 7. oklopna divizija krenula je preko rijeke Somme u veliku ofenzivu duboko u francuski teritorij. Francuzi su očekivali oštar prodor tenkovima, no Rommel je primijenio novu taktičku formaciju koju je opisao kao Flächenmarsch, u kojoj je cijela divizija napredovala u formaciji velikog pravokutnika, dugog 20 km i 1,5 km širokog. Prednost te formacije bila je što su sve vrste jedinica kojima je divizija raspolagala bile na raspolaganju kad je divizija naletjela na otpor. Nakon prelaženja rijeke Somme, Rommel je krenuo prema rijeci Seine. Zabunio ga je slab otpor kod Seine, no saveznici su bili demoralizirani i tražili su put za evakuaciju. Dunkirk je još bio svjež Nijemcima u pamćenju, pa kako bi spriječili sličnu evakuaciju preko sličnih luka poput Le Havrea, njemački je vrhovni stožer naredio Rommelu da krene prema moru. Tako je Rommel desetog lipnja, skupa s Rothenburgovom dvadeset i petom oklopnom pukovnijom, stigao do mora kod sela Dalles. Nakon toga krenuo je prema gradu St. Valéry. U St. Valéryju je naišao na jak otpor ukopanih savezničkih trupa, koje je porazio nakon tri dana borbe. Iako je borba bila teška, Rommela je čekala još jedna teška borba prije kraja Francuske kampanje, borba za veliku francusku luku Cherbourg. Dne 18. lipnja doveo je topništvo na položaje s kojih se moglo bombardirati Cherbourg. Nakon intenzivne topničke vatre po luci, francuske su se postrojbe predale. 
Dne 21. lipnja Francuska je kapitulirala. Rommelovi podvizi tijekom osvajanja Francuske bili su izvrsni i ubrzo je postao miljenik cijelog njemačkog naroda. Njegova 7. oklopna divizija zarobila je oko 90.000 savezničkih vojnika, izgubila je samo 42 tenka i imala 682 mrtvih. Njegovi podvizi preneseni su na filmsko platno u promidžbenom filmu "Pobjeda na zapadu". Rommelov se ugled naglo dizao nakon uspjeha u Francuskoj, a što je još važnije, njegovi su podvizi pokazali svijetu što oklopne postrojbe mogu učiniti pod zapovjedništvom generala poput Rommela. Ukupno gledajući, kampanja je pokazala važnost inicijative i elementa iznenađenja, koje je Rommel stalno naglašavao.

## Oluja u pustinji
Dne 6. veljače 1941. Rommel, promaknut u čin general-poručnika, pozvan je u Berlin. Rečeno mu je da je odabran za zapovijedanje dvaju divizija, 15. oklopne divizije i 5. lake divizije (ranije zvana 21. oklopna divizija), koje će činiti poznati Afrički korpus (Deutsches Afrika Korps - DAK) zajedno s talijanskim divizijama Ariete i Trieste, a kasnije i njemačkom 90. lakom divizijom. Divizije će biti poslane u Sjevernu Afriku u jesen 1941. za operaciju Suncokret (njem. Sonnenblume) radi pomoći talijanskim postrojbama koje su se povukle s gorja Cyrenaice do Tripolija za vrijeme britanske ofenzive iz Egipta. Njemačka je obavještajna služba saznala da Britanci namjeravaju napasti sam Tripoli, pa su Nijemci kao dobri saveznici s Italijom trebali zaustaviti britanski prodor. Iako su je Nijemci smatrali područjem malog strateškog značenja, Sjevernoafrička kampanja je započeta kako bi se Italija zadržala u ratu i to na strani Sila osovine. Rommel je bio pod zapovjedništvom talijanskog generala Itala Gariboldija, no mogao se žaliti Berlinu u slučaju ozbiljnog neslaganja između dva generala. Zapovjeđeno mu je ponovno osvajanje strateškog gorja Cyrenaice.
Dne 12. veljače 1941. Rommel je stigao zrakoplovom u Sjevernu Afriku, a prve njemačke postrojbe dva dana kasnije. Karakteristično za Rommela, čim je stigao u Afriku, izviđačkim zrakoplovom Fiesel Storch preletio je neprijateljske položaje kako bi izvidio teren na kojem će se odigrati bitka. Počela su i prva neslaganja s Gariboldijem. Talijani su se htjeli utvrditi kraj Tripolija, a Rommel je htio pokrenuti postrojbe i napasti, a ne čekati engleski napad. Predočio je svoj pogled na situaciju Berlinu i Rimu, te mu je odobrena ofenziva.
Britanci su već znali da će Njemačka ojačati talijanske položaje u Sjevernoj Africi. Dekodiranje signala njemačke Enigme, iako 1941. još uvijek pretežno neuspješno, otkrilo je neke važne detalje operacije Suncokret. 
Dne 14. veljače 1941. u Tripoli su stigle prve njemačke trupe; 3. izviđački bataljun i jedna protutenkovska postrojba. Rommel je naredio da tijekom noći iskrcaju ostatak postrojba. Dne 17. veljače 1941. Rommelovi tenkovi stigli su na front. Rommel je bio spreman suprotstaviti se Britancima na bojištu. Njegov glavni cilj je bio osvajanje Benghazija, glavnoga grada Cyrenaice. Iako je to bio malen obalni grad, Benghazi je bio važna luka. Kako se moglo vidjeti iz Rommelovih spisa, uspostava učinkovite opskrbne linije bila je vitalna za nastavak mehaniziranog ratovanja u nepogodnoj klimi i terenu Sjeverne Afrike. Britanci su to shvatili pa su koncentrirali obrambene točke uzduž obale kod malih, ali vitalnih luka.
Nakon početnog napada Rommel je shvatio da su britanske snage slabije nego što je isprva procijenio, ali naredbe iz Berlina vezale su mu ruke i nije smio dalje napredovati. Ono što on nije znao bilo je planiranje operacije Barbarossa (invazija na SSSR), koje je imalo prednost u umovima njegovih zapovjednika koji nisu htjeli imati sporednu predstavu u Africi koja bi im oduzela vrijedne zalihe nafte, lijekova i municije. Rat sa SSSR-om je bio mnogo važniji od bilo kakvog uspjeha u Sjevernoj Africi. Rommel se vratio u Njemačku u ožujku, odlučan da raščisti navedeni slučaj. Bio je vrlo nezadovoljan odlukom feldmaršala von Brauchitscha koji je odlučio da u Afriku treba poslati što manji mogući broj trupa i prepustiti ju rukama sudbine. Rommel je smatrao da se treba iskoristiti trenutna slabost britanskih trupa kako bi se preuzela inicijativa. Također je vjerovao da je Njemačka trebala pokušati invaziju Engleske (operacija Morski lav – Seelöwe) jer je Britanija ostavila mnogo ratne opreme u Francuskoj nakon evakuacije kod Dunkirka, te je vrijedilo pokušati osvojiti Britaniju, a time ne bi bilo ni potrebe vođenja rata u Africi.
Prije nego što je otišao u Berlin, Rommel je, mimo zabrane iz Berlina, naredio da 24. ožujka 1941. godine 5. pješačka divizija napadne El Agheilu. Kada se vratio u Afriku, Rommel je saznao da je u zoru 24. ožujka 1941. godine 3. izviđački bataljun zauzeo El Agheilu. Nakon što je El Agheila pala u njegove ruke, Rommel je uočio da je Mersa el Brega ranjiva na napad, a kada bi zauzeo Mersu el Bregu, mogao bi nastaviti napad u Cyrenaici. Tipično, Rommel je bio nestrpljiv i nije se htio zaustaviti kada je vidio da je prvi domino pokrenuo lančano padanje drugih. Trebao je čekati do svibnja za napad, ali on je odlučio prekršiti i tu zapovijed i nastaviti napad. 
Dne 31. ožujka Rommel je krenuo u napad na Mersa el Bregu koju je zauzeo istoga dana. Rommel je shvatio da se Britanci radije povlače umjesto da ojačaju svoje položaje, pa je Rommel odlučio napasti Cyrenaicu. 3. travnja pokrenuo je napad u formaciji od tri kolone, požurivajući svoje trupe što je više mogao. Ključ uspjeha u Rommelovu napadu preko Cyrenaice bilo je zauzimanje grada Mechellija, protiv kojega je naumio koncentrirati jedinice iz sve tri kolone koje je poslao preko pustinje 3. travnja. Plan se pokazao potpunim uspjehom. Rommel je imao sreće. Prekršivši zapovjedi mogli su ga u najmanju ruku smijeniti, a opskrbna linija bila je toliko razvučena da je postala vrlo neučinkovita, nekim tenkovima je i ponestalo gorivo tijekom napredovanja prema Mechilliju. 8. travnja Mechilli je zauzet, a britanske su se snage povukle iz Cyrenaice. Rommel je ostvario svoju prvu pobjedu u pustinji i mogao je izraziti buduće ambicije.

## Opsada Tobruka
Nakon osvajanja Cyrenaice, Rommel je odlučio nastaviti napad prema Egiptu, usput osvajajući u predjelu zvanom Marmarica i luku Tobruk, o kojoj nije bilo prikupljeno dovoljno informacija o obrani i naravi branitelja. Također mu je bilo naređeno da ne proširi svoj napad u Egipat. 11. travnja opkolio je Tobruk koji je hrabro držala deveta Australska divizija. Slijedio je napad Štuka po savezničkim obrambenim linijama, iako Rommel još uvijek nije imao plan britanskih obrambenih linija. Nakon Štuka naredio je napad trupama Afričkog korpusa (u daljnjem tekstu DAK) koji je zaustavljen nakon intenzivnog britanskog topničkog bombardiranja. Moral među Rommelovim jedinicama je po prvi puta počeo padati. Tijekom nekoliko uzastopnih napada na jugozapadno krilo Tobruka od 11. travnja do 22. travnja Rommel je izgubio 120 ljudi koji su bili ubijeni, ranjeni ili nestali. Tobruk je postao fokus rata u Sjevernoj Afrci od travnja 1941. do kraja godine.
Rommel je shvatio kako je u statičnom ratovanju gubitak u ljudstvu puno veći od onog u mobilnom ratovanju – "U mobilnoj borbi, ono što je važno jest materijal, kao esencijalni element svakog ratnika. U mobilnom ratovanju i najbolji vojnik je nekoristan bez vozila i tenkova. Ako se unište neprijateljske oklopne snage, neprijatelj postaje bezopasan bez velikog gubitka u ljudstvu. Obrnuto se primjenjuje u statičnom ratovanju. Vojnik s puškom i ručnim bombama je vrlo važan, dok god ima zaštitu od strane protutenkovskih topova ili protutenkovskih prepreka. Njegov najveći neprijatelj je običan pješak u napadu. Slijedi da je statično ratovanje uvijek borba za uništenje čovjeka, suprotno od mobilnog ratovanja, gdje je uništavanje neprijateljskog materijala ključ pobjede." 
Osvojeni grad Ras el Madauer bio je pod neprestanom savezničkom topničkom vatrom. Teren je bio tvrd i njemačke trupe su se vrlo teško ukopavale, pa je obrana u tom području bila prilično plitka. Kako bi privukao neprijateljsku topničku vatru na drugo područje, Rommel je osmislio umjetne tenkove (načinjene od drveta i montirane na traktore i automobile) i postavio ih na položaje koje je čuvala Brescia. 
Materijalna pomoć iz Berlina nije stizala. Vrhovni stožer je postajao sve zaokupljeniji planiranjem operacije Barbarossa, te su obavijestili Rommela da ih više ne zamara i neka ih kontaktira nadalje jedino ako je nešto jako hitno. Napad preko Cyrenaice i napadi na Tobruk zabrinuli su generala Haldera, zapovjednika osoblja Vrhovnog vojnog zapovjedništva (OKH). Kako bi razjasnio situaciju, poslao je general poručnika Paulusa (kasnije zapovjednika 6. armije koja je bila opkoljena u Staljingradu) u Afriku. On je stigao u Afriku 27. travnja. Paulus se složio s Rommelovim planovima da se provede još jedan pokušaj napada na Tobruk, ali je predložio da dio njemačkih snaga štiti egipatsku granicu, koja je bila čuvana samo s talijanskim trupama. Rommel se složio s njim i poslao jednu njemačku bojnu na granicu. Paulus je napustio Afriku početkom lipnja. Njegov izvještaj je bio vrlo pozitivan s naglaskom na probleme u dostavi snaga u Afriku. Izrazio je sumnju u mogućnost osvajanja Egipta i predložio da daljnji napad na Tobruk dobije dozvolu Vrhovnog vojnog zapovjedništva. No uz sva planiranja i pokušaje osvajanja Tobruk je ostao u rukama Australaca.

## Operacije Battleaxe i Crusader
U lipnju 1941., snage Commonwealtha, osnažene s 400 tenkova, pokrenule su golemu ofenzivu protiv Rommelovih snaga na području egipatske granice kod linije Sollum – Halfajski prolaz. Nazvali su je operacija Battleaxe (ratna sjekira), a bila je pod zapovjedništvom generala Wavella, vrhovnog zapovjednika snaga na Srednjem Istoku. Inače, pokretanje ofanzive protiv Rommela u to vrijeme nije bio dio Wavellova plana, ali Churchill je dobio dešifrirani Paulusov izvještaj stožeru i odlučio napasti dok je granica s Egiptom bila loše čuvana.
Dok su određene snage vršile napad (najzapaženija jedinica pod satnikom Bachom kod Halfajskog prolaza), Rommel je pokazao svoju stručnost u oklopnom ratovanju organizirajući protunapad koji je natjerao Britance da prekinu svoj napad nakon samo tri dana. Nakon toga Churchill je izjavio "Bitka kod Solluma od 15. do 17. lipnja bila je bolno iskustvo".
U to vrijeme Rommel je bio djelomice impresioniran zapovjednicima kojima se suprotstavljao na ratištu. Njegovo visoko mišljenje o Wavellu, koje je u kasnijim pisanjima promijenio, nije dijelio i Churchill, koji ga je zamijenio s Auchinleckom poslije Solluma. 
U jesen Britanci, pod novim zapovjedništvom, pokreću ofenzivu Crusader (križar), totalno protiv Rommelovih predviđanja. Ne mareći na upozorenja o Britanskom ojačavanju, Rommel je bio prezauzet pripremajući vlastiti plan napada. 15. studenoga, dok je slavio pedeseti rođendan u Rimu, tijekom posjete Mussoliniju, počeo je Britanski napad. Obje strane su se dobro držale, a rezultat je bio veća zbrka nego korist, iako je završilo taktičkim porazom za Rommela.  
U prosincu Nijemci i Talijani su bili pod teškim pritiskom. Po prvi puta od travnja 1941. godine, Britanci preuzimaju inicijativu i pokazuju odlučnost u zadržavanju iste. Kakogod, Rommel je ponovno u protunapadu vidio priliku za pokušaj preuzimanja inicijative. 6. prosinca Rommel kreće u protunapad, ali bez Talijanskih snaga, čiji su zapovjednici izjavili da su njihove trupe iscrpljene i nesposobne za borbu. Rommelov napad uspio je pokrenuti sporo povlačenje Britanaca, ali je brzo uvidio da nema dovoljno trupa za okruživanje neprijateljskih trupa. Pokušao je još jednom 7. prosinca, ali ponovno bez uspjeha i s visokim gubicima.
7. prosinca nije bio sudbonosni dan samo u Africi nego i u SAD-u. 7. prosinca japanske snage napale su Pearl Harbor, što je uslijedilo proglašenjem rata sa SAD-om od strane Njemačke, potez koji je imao teške posljedice za Rommelovu daljnju karijeru. Rommel je odlučio da je daljnja obrana pozicija nemoguća, pa je odlučio započeti s potpunim povlačenjem. Talijani, čiji je doprinos u zadnjih nekoliko mjeseci bio gotovo neprimjetan, digli su ruke od oružja. 16. prosinca započelo je dinamično povlačenje Rommelovog DAK-a. Pod okriljem noći i lošeg vremena Rommel je povukao svoje trupe do El Agheile, kod koje je odlučio postaviti obrambenu liniju, dok su se Britanci okupljali i spremali za napad oko napuštenog obrambenog položaja. Kombinacija faktora, uključujući zbunjenost, loše vrijeme i probleme s opskrbom, učinili su nemogućim Britansko proganjanje trupa Afričkog korpusa na zapad. Iako je to bio taktički poraz za Rommela, to nije bila potpuna pobjeda Britanaca, jer su izgubili priliku udariti Osovinske sile u Africi dok su bile u povlačenju. Cijena operacije Crusader bila je visoka za obje strane. Sile Osovine izgubile su 38 000 ljudi, iako su većina od tih 38 000 bili Talijani popisani kao nestali, dok su Britanski gubici bili oko 18 000 ljudi, od kojih je većina bila ubijena ili ranjena (treba imati na umu da se pod gubitke broje ubijeni, ali isto tako i ranjeni, te nestali u borbi).

## Pustinjski čudotvorac
Početni mjeseci 1942. godine donijeli su zaokret u Rommelovom načinu vođenja DAK-a. Nakon taktičkog poraza tijekom operacije Crusader, Rommel je trebao prekinuti opsadu Tobruka i povući se 80km zapadno od Tobruka. Pokazavši se u najgorem svjetlu tijekom operacije Crusader, Rommel je proveo sljedeća dva mjeseca pokazujući se u najboljem svjetlu, donoseći svojeglave, ali ispravne odluke. Pokazao je veliku moralnu hrabrost i odličnu sposobnost manevriranja jedinicama.
Moralna hrabrost nalazila se u njegovim ključnim odlukama. Napuštajući Tobruk, znao je da je teren kod Cyrenaice nepodoban za obranu, pa je odlučio da se treba povući skroz do Tripolija gdje je mogao ojačati i opskrbiti svoj korpus, a onda punom snagom napasti loše branjivu Cyrenaicu. Ta se ideja nije sviđala Talijanima, jer je Cyrenaica bila njihova kolonija, a već se dva puta našla u neprijateljskim rukama. Rommel je znao da to nije situacija u kojoj mu se može zažmiriti jednim okom, ali je stalno ustrajao i držao svoj stav. Na kraju je ipak dobio dozvolu da se povuče iz Cyrenaice. Na Badnju večer, trupe DAK-a napustile su Benghazi, iako su Britanci pokušali spriječiti povlačenje, njemačke oklopne jedinice uspjele su odbiti Britanski napad i pokazati tko vlada pustinjom i za vrijeme povlačenja.
Nakon povratka u Tripoli, Rommelovo vojno umijeće, osjećaj za snagu neprijatelja i procjena vlastitih mogućnosti, uskoro će ga vratiti na put do slave. Nakon Crusadera, DAK-ove oklopne jedinice bile su brojčano manje. U siječnju je stiglo pojačanje iz Njemačke, a Hitler je odlučio na sredozemno područje dodijeliti i zračnu flotu pod zapovjedništvom feldmaršala Alberta Kesselringa. Relativna lakoća kojom su zračne jedinice uočavale i uništavale jedinice u goloj pustinji, činile su zračnu snagu vrlo važnim čimbenikom u Sjevernoafričkoj kampanji. 
S britanske strane je nastupila stanka za pregrupiranje i ojačavanje. Nakon proglašenja rata s Japanom, Australska divizija, Britanska 70. divizija i 7. husarska divizija bile su raspodijeljene na Daleki istok, a najiskusnija britanska oklopna formacija – 7. oklopna divizija, vratila se u Egipat na oporavak i ojačavanje. Auchinleck je namjeravao napasti Tripolitaniju, ali je isto tako vjerovao da ima vremena i za ojačavanje trupa. Zato je postavio, svježu, tek pristiglu iz Britanije, 1. oklopnu diviziju u Cyrenaicu. Izravno se suprotstavljajući Rommelu, stajale su samo neiskusna 1. oklopna divizija i oslabljena pješačka divizija. DAK-ova obavještajna služba ubrzo je to uvidjela, te kada je to i Rommel saznao ubrzo su njegov instinkt i vještina opet ušli u igru. 
Rommel je znao da treba napasti Britance prije nego što stignu ojačati. Htio je da njegov napad iznenadi Britance, pa je cijeli plan napada držao za sebe, a tek tri dana prije napada je rekao za svoj plan ofenzive njemačkim divizijskim zapovjednicima. Kada su 21. siječnja 1942. krenule prve njemačke jedinice u napad, element iznenađenja je gotovo u potpunosti ostvaren. To je bio poseban dan za Rommela jer je za napad odlikovan Viteškim križem s hrastovim lišćem i mačevima. 26. siječnja Mussolini je osobno pohvalio Rommela radi pobjede nad Saveznicima kod Tripolitanije. Rommel se zabrinuo zbog manjka goriva, no svejedno je uspio odbaciti Britance preko Cyrenaice do linije Gazala. Auchinleck je također znao da je Cyrenaica loše područje za podići obrambenu liniju, pa je tako izbjegao veće gubitke povlačeći se do Gazale. 
Obrana Tripolitanije i vraćanje Cyrenaice u ruke sila Osovine bio je Rommelov brz i neviđeni pothvat, kojeg su mogli postići samo rijetki vojni geniji. Nakon ponovnog osvajanja Cyrenaice, Rommel je stekao status legende i među britanskim vojnicima. Sam Churchill je tom prilikom rekao: "Imamo vrlo hrabrog i vještog suparnika i, ako smijem reći tijekom ovih teških ratnih dana, velikog generala". I Auchinleck se zabrinuo konstatirajući u svojim memoarima da je Rommel postao neka vrsta čudotvorca u očima britanskih vojnika. 
U ožujku je Rommel otputovao u Njemačku kako bi mogao svečano primiti odlikovanje Viteškog križa. U međuvremenu njegove su snage unaprijeđene u "Panzerarmee Afrika" (Afrička oklopna armija), a Rommel je dobio čin General pukovnika (Generaloberst).
Dok su Rommelove trupe napredovale prema Gazali, Auchinleck je planirao pokrenuti svoju proljetnu ofenzivu, no tada je shvatio da više nije dovoljno snažan da pokori svog protivnika. Velik dio opreme je izgubio tijekom povlačenja iz Cyrenaice, a s druge strane Rommel je počeo dobivati sve više pojačanja jer je Malta bila učestalo bombardirana, pa nije mogla služiti kao luka za lovce na njemačke konvoje. U svibnju su se stvari promijenile. Britanci su dobili pomoć od SAD-a. U Afriku je stiglo 160 Grant tenkova koji su bili superiorniji u usporedbi s njemačkim Pz. Mk. III i Pz. Mk. IV . Britansko topništvo je bilo bolje i jače od njemačkog, a omjer topova je bio 8:5 u korist Britanije. Luftwaffe je brojčano mogao parirati RAF-u. Kvantiteta i kvaliteta britanskih tenkova postala je puno veća od njemačkih. No Rommel nije bio obeshrabren. Odlučio je napasti Gazala liniju na krajnjem jugu oko utvrđene pozicije u Bir Hacheimu. Tamo se neprijatelj najmanje mogao nadati napadu jer je to područje bilo oskudno prohodnim putovima za tenkove, većinom su to bila velika pustinjska prostranstva. 
26. svibnja 1942. napad na Gazala liniju je započeo. Bitka je započela vrlo loše za DAK zbog jakog otpora na području Bir Hacheima koji je pao tek 13. lipnja i superiornijih američkih tenkova koji su činili rupe u njemačkom udarnom valu. Rommelove trupe su bile konstantno izložene savezničkim napadima, što ih je činilo vrlo ranjivim. Nakon pada Bir Hacheima u lipnju stvari su krenule na bolje za Rommela. Britanske oklopne snage bivale su sve slabije. Iako se našao u vrlo teškoj situaciji, Rommel je uspio savladati sve prepreke i pobijediti moćnijeg neprijatelja, nalazeći se nemali broj puta osobno u samom žaru bitke analizirajući tijek napada. Pobjedu kod Gazale mnogi smatraju Rommelovim najvećim uspjehom u njegovoj dugoj vojnoj karijeri.

## Tobruk – najslađa pobjeda
Uspješno napredujući uz obalu Sredozemnog mora, Rommel je izmorio svoje trupe i potrošio većinu zaliha. Pobjeda kod Gazale pružila mu je mogućnost ostvarivanja njegovog sna o napredovanju prema delti Nila i tjeranju Britanaca s područja Srednjeg istoka. Čak je zamišljao i priključenje borbama na istočnom frontu osvajanjem Kavkaza, a najambiciozniji plan bio mu je ne samo zauzimanje Nila i Sueza, nego i osvajanje naftnih polja u Perziji i Iraku. No to je moglo jedino uspjeti njemačkom okupacijom Sovjetskog saveza s druge strane, što je samo po sebi bilo težak zadatak.
Rommelove trupe su se ponovno pokazale u najboljem svjetlu kao majstori mobilnog ratovanja. U lipnju 1942. slijedilo je napredovanje prema utvrdi koja ih je demoralizirala prošle godine - luka Tobruk. Potencijalna strateška važnost te male luke značila je da je sigurno dobro branjena. Tobruk je bio jedno od najjačih utvrđenja u Sjevernoj Africi. Trupe koje su ga branile uzrokovale su velike poteškoće Rommelu tijekom 1941. Neka prostranstva oko njega bila su doslovno natopljena krvlju. Tobruk je postao simbol Britanskog otpora koji je Rommel trebao već jednom slomiti. 20. lipnja započeo je napad na Tobruk. Rommel tada nije znao da mu veliku pomoć daju upravo Britanci. Naime Ritchie i njegov nadređeni, Auchinleck, zagovarali su različite taktike, a rezultat tog neslaganja je bila opća zbunjenost, koja je pustila otvorena vrata Rommelovim divizijama. Iako zbunjena, kvaliteta obrane oko važnih strateških utvrda predstavljala je i dalje veliku prepreku. U napad su ponovno najprije krenule Štuke koje su imale zadaću slabljenja obrambenih pozicija. Nakon zračnih napada krenuli su tenkovi i pješaštvo. U 10:00 h, dva sata nakon napada pješaštva, trupe Afričkog korpusa počele su se probijati kroz obrambena utvrđenja oko luke. Do kraja dana Rommel je imao pod kontrolom dvije trećine utvrda. Sljedećeg dana, 21. lipnja u 09:40 h, Rommel se sastao s britanskim generalom Klopperom, zapovjednikom druge sjevernoafričke pješačke divizije i utvrde, koji je ponudio predaju svih preostalih utvrda kod Tobruka. Jednostavno nije više mogao izdržati neprekidne napade DAK-ovih trupa. S padom posljednjih utvrda, ratovanje u Marmarici je došlo kraju. Moral svih trupa Afričkog korpusa opet je bio na najvišoj mogućoj razini.
Pad Tobruka je možda pobjeda koja je najviše prirasla Rommelovu srcu. Ogorčen porazom i ispunjen agonijom iz 1941. zacrtao si je da Tobruk jednostavno mora pasti, te da je to samo pitanje vremena. Simbol Savezničkog otpora je sada bio slomljen i u njegovim rukama, uz 5000 tona zaplijenjene opreme i 2000 zaplijenjenih vozila. Pobjeda je mnogo utjecala na javno mišljenje Nijemaca, ali i Britanaca. Njemačka je propaganda pobjedu prikazala plakatima na kojima je bio prikazan Rommel kako ulazi u Tobruk u svom osobnom automobilu, a Hitler ga je promaknuo u čin feldmaršala. S druge strane The Times je prije napada pisao kako su obrambeni položaji u Tobruku jači nego ikada prije. Churchill osobno je bio šokiran padom Tobruka. U svojim je memoarima napisao: "Ovo je bio jedan od najtežih poraza kojih se mogu sjetiti tijekom rata".
Na dan pobjede Rommel je napisao sljedeću poruku svim članovima oklopne armije:
Velika bitka u Marmarici je okrunjena munjevitim osvajanjem Tobruka. Zarobljeno je više od 45.000 britanskih vojnika, te zarobljeno ili uništeno preko 1000 tenkova i oko 400 topova. Zahvaljujući vašoj neusporedivoj hrabrosti i žrtvi, nanijeli ste poraz za porazom neprijatelju tijekom duge, teške i iscrpljujuće borbe tijekom zadnjih četiri tjedna. Zahvaljujući vašem borbenom duhu, neprijatelj je izgubio jezgru snažne armije, te snažne oklopne jedinice. Ovom se prigodom posebno zahvaljujem časnicima i vojnicima za ovaj predivan pothvat.
Vojnici Afričke oklopne armije! Sada je pravi trenutak za potpuno uništenje neprijatelja. Ne smijemo se opustiti dok i posljednji elementi britanske Osme armije ne budu razbijeni. U sljedećim danima, ponovno ću od vas tražiti da date sve od sebe, kako bi ostvarili taj cilj.
Rommel«

## Put do Nila
Nakon Tobruka, otpor na koji je Rommel nailazio bio je pretežno slab. 30. lipnja već se nalazio 510 km istočno od Tobruka tj. 150 km zapadno od Aleksandrije, na području gdje su Britanci podigli posljednju obrambenu liniju – Alamein liniju. Alamein linija je bila jedna od rijetkih obrambenih pozicija u pustinji koju se nije moglo zaobići preko krajnjeg juga. Naime kod El Alameina se nalazi Katarska depresija koja je bila neprohodna za sva vozila i tako činila prirodnu prepreku za napredovanje preko juga. 
1. srpnja 1942. počeli su napadi na Alamein liniju. No Rommelova je armija bila iscrpljena i teško da je mogla učiniti mnogo. Vojnici su bili na rubu kolabiranja, vozila su pretrpjela veliku štetu, a zalihe goriva i municije bili su na najnižoj mogućoj granici. Rommelovim trupama bila je potrebna opskrba gorivom i municijom. Što je Rommel više napredovao prema istoku, to su njegovi opskrbni putovi bili duži, a za njegove protivnike, koji su bili pritiskani sve bliže svojim izvornim bazama, je vrijedilo obrnuto. Nakon tri dana uzastopnih pokušaja probijanja Alamein linije, Rommel je odlučio napraviti stanku, ali samo do 10. srpnja kada je planirao nastavak napadanja. No 10. srpnja u 05:00 h počeo je britanski napad na talijanske divizije Trieste i Sabratha. To je bio početak Auchinleckovog napada na neprijateljske položaje. Inicijativa je lagano prelazila na Auchinleckovu stranu, koji je planirao slomiti borilački duh talijanskih formacija u Rommelovoj armiji. To je bio dobar plan. No Auchinleck je i dalje bio nezadovoljan razvojem situacije, osjećajući da je pod pritiskom Churchilla zbog političkih razloga. 
Do 14. srpnja Rommelove su snage svedene na minimum koji teško da je mogao održati trenutnu poziciju. Bez goriva, na rubu fizičkog i psihičkog sloma, Afrička oklopna armija bila je u smrtnoj opasnosti. Rommel je tada znao da se njegove ambicije u Sjevernoj Africi nikada neće ostvariti iako su i njegovi suparnici bili iscrpljeni, a situacija je bila fleksibilnija nego se to moglo činiti. Iako ranjen, Afrički korpus nije izgubio svoje borbene vještine. Njemačke su snage odbacivale britanske napade, te su otkrili da je i 8. armija također iscrpljena. Ipak se Afrički korpus i 8. armija neprekidno bore od svibnja kada je Rommel osvojio Gazalu. Auchinleckove jedinice jednostavno nisu mogle skupiti dovoljnu energiju za odlučujući udarac. S druge strane Rommelove teško oštećene snage bile su postepeno ojačane talijanskim i njemačkim trupama, a ta injekcija svježe krvi učinila je mnogo za dizanje morala.
26. srpnja borba je na kratko prekinuta. Rommel je tada analizirao događaje iz proteklih mjeseci. Bio je uvjeren da je ispravno postupio proganjanjem 8. armije do Egipta, a s druge strane jako je kritizirao talijanske saveznike. Smatrao je da su talijanski časnici nekompetentni, ali je zato dobro mislio o običnom talijanskom vojniku. Smatrao je da su Talijani dobri vojnici koji su loše vođeni i loše naoružani. Sveukupno gledano smatrao je talijanski doprinos ratovanju nedovoljnim, a vojnike nekorisnim. Dosta mu je bilo talijanskih prinova, tražio je da mu se pošalju samo njemački vojnici i njemačka oprema.
U kolovozu 1942. stanje u vrhovnom stožeru osme armije se promijenilo. Na mjesto zapovjednika armije postavljen je general-pukovnik Bernard Montgomery. U njegovom stožernom karavanu visjela je Rommelova slika ispod koje je bio Shakespeareov citat iz Henrika V.: "Oh, Bogovi bitaka! Ukradite srca mojih vojnika." Slika je služila kao podsjetnik na Rommela, čovjeka kojeg je Montgomery odlučio poraziti.

## Mrtva točka
Period od kasnog ljeta do studenoga 1942. imao je mnogo uspjeha i padova. Od uspješnih ljetnih pothvata kod Bir Hacheima i Tobruka do jesenjih propalih ambicioznih planova za Egipat. Sunce Afričkog korpusa počelo je polako zalaziti, zajedno s njemačkim nadama u pobjedu u Sjevernoj Africi. Opće gledano na situaciju u svijetu, sile Osovine su još uvijek napredovale. Britanci su bili prisiljeni povući se iz Burme, Malta je bila pod opsadom, Nijemci su činili golem napredak u Rusiji, a njemačke podmornice su u lipnju postavile novi rekord u broju potopljenih savezničkih brodova. No situacija je zapravo bila lošija za Osovinske sile nego što se činila. Ulazak SAD-a u rat pokazat će se kobnim za Osovinske sile kojima će ratna sreća ubrzo okrenuti leđa. No svaki je britanski vojnik znao da je Rommel još uvijek opasan i da sigurno sprema neki novi plan ne bi li se domogao Aleksandrije. 
Rommelovo se zdravlje pogoršalo tijekom kolovoza 1942. kada je planirao ofenzivu koja bi trebala započeti krajem mjeseca. Moral njegovih trupa bio je visok, a uspjesi na istočnom bojištu išli su tome u prilog. Rommel je i dalje krivio talijanske saveznike da ne čine najbolje što mogu kako bi zalihe iz Europe došle konvojima u Afriku. No Talijani su slali štogod su mogli, ali Britanci su dekodirajući Enigmu znali točnu poziciju svakoga konvoja koji je krenuo iz Europe. Opskrba trupa je definitivno bio feldmaršalov najveći problem. Plan napada je bio sličan onome u Gazali – brz prodor kroz neprijateljske obrambene linije konstantnim mobilnim ratovanjem. 
S druge strane Montgomery se dobro pripremao za gotovo siguran Rommelov novi napad. Svakoj pojedinoj jedinici dao je precizne instrukcije što treba napraviti, a način na koji su britanske trupe bile raspoređene maksimalno je koristio sav njihov potencijal. Montgomery je očekivao da će Rommel napasti na jugu, te je tamo ukopao najveći dio oklopnih jedinica oko Ruweisat i Alam Halfa grebena. Savezničkim oklopnim snagama je naređeno da se ne upuštaju u mobilno ratovanje, nego da se bore obrambeno, ne napuštajući svoj ukopan položaj. Nije smjelo doći do mobilnog ratovanja, Rommel je trebao biti zaustavljen kod obrambene linije, a tada bi topništvo i avijacija uništili njegove okopne jedinice gdjegod budu koncentrirane.  Tako je uistinu i bilo. Rommel, sa svojim instinktom za bojište, shvatio je što mu se događa gotovo odmah. 
U noći 30. kolovoza 1942. Rommel je započeo svoj napad. Problemi su počeli gotovo od početka, kada je razminiranje terena potrajalo duže od očekivanog. Tada su otpočeli teški zračni napadi sa strane RAF-a, a kada su njemački tenkovi stigli do savezničkih pozicija silina obrambene vatre spriječila je ikakav napredak. Rommel je odlučio prekinuti ofenzivu u jutro 2. rujna 1942.  
Nakon neuspjeha, Rommel je bio prisiljen otići u Njemačku zbog zdravstvenih problema. Bilo je očito da će Saveznici nakon uspješne obrane krenuti u napad, pa je Rommel prije odlaska u Njemačku napisao procjenu stanja i relativan omjer snaga kod Alameina, te započeo gradnju obrambenih položaja shvaćajući da je mobilno ratovanje teško izvedivo zbog velike savezničke materijalne superiornosti. Također je upozorio podređene da budu spremni suprotstaviti se pomorskom desantu. Naravno da nije znao da će se ključno savezničko iskrcavanje dogoditi u studenom pod kodnim imenom operacija Torch (Baklja). Nakon posljednjih instrukcija svom zamjeniku, generalu Stummeu, Rommel je napustio Afriku. 
U njemačkoj je njegov povratak bio prilika za organiziranje nekih javnih proslava, a i sam je Rommel održao govor u kojem je govorio o stanju u Egiptu. Bilo je nejasno da li će se on uopće vratiti u Afriku. Pričalo se o tome da bi ga Hitler mogao postaviti na jednu od najviših zapovjednih pozicija u Rusiji. No 24. listopada stigla je vijest o početku savezničkog napada, te ga je Hitler poslao natrag na front.
25. listopada Rommel je stigao u Afriku. Situacija koju je zatekao bila je daleko od dobroga. Montgomeryjeve trupe su uspjele probiti obrambene linije u sjevernom sektoru, no čim je stigao, Rommel je uspio zakrpati te rupe za neko vrijeme. Problem je bio u tome što mu je britanski pritisak smanjio broj rezervi, i tako ga natjerao da u bitku ubaci više snaga nego li je on to želio. Situacija se još više pogoršala tijekom sljedeća dva dana.

## Operacija Supercharge i Rommelov poraz
Nakon par ne potpuno bezuspješnih pokušaja slamanja Osovinskih uporišta, 2. studenoga 1942. Britanci su započeli operaciju Supercharge (superjuriš), s ciljem da Osovinske sile natjeraju na povlačenje. Rommel je shvatio da je bitka izgubljena. Obavijestio je Rim da će početi s povlačenjem i da ne može garantirati spas nemotoriziranih talijanskih jedinica, te je obavijestio njemački vrhovni štab da se obrambeni položaji više ne mogu zadržati. Druga bitka kod El Alameina je bila izgubljena.

## Od Talijanskog bojišta do smrti
Od trećeg pa do šestog mjeseca Rommel je uživao u zasluženom odmoru, provodeći većinu vremena sa ženom Lucijom i sinom Manfredom. 
10. lipnja 1943. godine Rommel je dobio zapovjedništvo nad Grupom Armija B u Sjevernoj Italiji.    
U studenom iste godine premješten je u Francusku pod zapovjedništvo feldmaršala von Rundstedta, a 31. prosinca postaje vojni inspektor zadužen za Atlantski zid. Kao takav obišao je najvažnije obalne obrambene točke te zaključio da su trupe nespremne za Saveznički napad koji se očekivao. Došao je u sukob s von Rundstedtom zbog zahtjeva da se oklopne divizije premjeste u blizinu obale te tako spriječe moguću invaziju. Rommel je rekao: "Imamo 24 sata da zaustavimo Saveznike ako prijeđu obalu. Nakon toga nitko ih više neće zaustaviti... Rat će biti odlučen na obali..." Imao je pravo. Kad je iskrcavanje 6. lipnja 1944. godine uspjelo, Rommel je shvatio da je rat izgubljen te se okrenuo protiv Hitlera. Zbog ozljede u zračnom napadu 17. srpnja, nije mogao osobno sudjelovati u pokušaju da se Hitler svrgne s vlasti 20. srpnja 1944. godine. Prema Steveu Pressfieldu Rommel se zakleo na službu Njemačkoj ako Urota uspije, i da će pregovarati s anglo-američkim saveznicima o predaji, jer je on najpoštovaniji njemački general od savezničke strane. Urota nije uspjela, no u početku se nije znalo da je Rommel bio upleten u urotu, međutim, jedan od sudionika urote otkrio je i ime Erwina Rommela, pa je Rommel 8. kolovoza prebačen iz bolnice u Francuskoj do Herrligena, gdje je bio pod kućnim pritvorom. Rommel je odvezen s generalima Burgdorfom (glavni Hitlerov pobočnik) i Maiselom u automobilu u obližnju šumu, te mu je prenesen Hitlerov ultimatum - ili da počini samoubojstvo ili da ide na Narodni sud gdje će mu se suditi za "veleizdaju". Rommel je izabrao prvu mogućnost te je okončao svoj život otrovom nedaleko od Ulma. 18. listopada Hitler je proglasio dan nacionalne žalosti, a Rommel je pokopan sa svim vojnim počastima. 

## Vanjske poveznice
- Erwin Johannes Eugen Rommel